# Trischistoma pellucidum
Trischistoma pellucidum är en rundmaskart som beskrevs av Nathan Augustus Cobb 1913. Trischistoma pellucidum ingår i släktet Trischistoma och familjen Tripylidae. Inga underarter finns listade i Catalogue of Life.